# Sh2-149
Sh2-149 è una piccola nebulosa a emissione visibile nella costellazione di Cefeo.
Si individua sul bordo sudorientale della costellazione, a ridosso del confine con Cassiopea; il periodo più indicato per la sua osservazione nel cielo serale ricade fra i mesi di luglio e dicembre ed è notevolmente facilitata per osservatori posti nelle regioni dell'emisfero boreale terrestre, dove si presenta circumpolare fino alle regioni temperate calde.
Sh2-149 è una regione H II piuttosto debole costituente l'estremità orientale di una regione di formazione stellare che comprende anche la vicina Sh2-148 e, forse, anche il resto di supernova Sh2-147; il complesso si troverebbe sul Braccio di Perseo alla distanza di 5400 parsec (17600 anni luce). Secondo il Catalogo Avedisova, le responsabili della ionizzazione dei gas del complesso sarebbero una stella blu di classe spettrale O8V e una stella azzurra di classe B0V, oltre che le stelle dell'ammasso aperto King 10. Nella regione sono note sei sorgenti di radiazione infrarossa, fra le quali spicca 2MASX J22555978+5814424, coincidente con un oggetto stellare giovane cui sono legate emissioni alla lunghezza d'onda del monossido di carbonio e dell'ammoniaca.
Secondo diversi studi, queste tre nebulose costituiscono uno dei due addensamenti principali di una nube molecolare gigante nota come [UUT2000] Cloud A, che con una massa di 105.000 M⊙ è una delle nubi più estese e massicce conosciute in questo tratto del Braccio di Perseo; il secondo addensamento corrisponde alle nebulose Sh2-152 e Sh2-153, situate più a est.